# Aguda (Gijón)
Aguda es un lugar español del municipio de Gijón, en Asturias.

## Historia
Hacia mediados del siglo XIX, el lugar, por entonces perteneciente a la parroquia de Cenero y al municipio de Gijón, tenía contabilizada una población de 187 habitantes. Aparece descrito en el primer volumen del Diccionario geográfico-estadístico-histórico de España y sus posesiones de Ultramar de Pascual Madoz de la siguiente manera:

AGUDA: l. en la prov. de Oviedo, ayunt. de Gijon y felig. de S. Juan de Cenero (V.): Pobl. 53 vec.: 187 alm.
(Madoz, 1845, p. 129)

En 2022, la entidad singular de población tenía empadronados 167 habitantes.